# Cinnyris jugularis
La suimanga dorsioliva (Cinnyris jugularis) es una especie de ave paseriforme de la familia Nectariniidae. Se encuentra desde el Sur de Asia hasta Australia. 
Son aves paseriformes muy pequeñas que se alimentan abundantemente de néctar, aunque también atrapan insectos, especialmente cuando alimentan sus crías. El vuelo con sus alas cortas es rápido y directo.

## Descripción
Es un pequeño pájaro de 12 cm de largo como máximo. Los machos y las hembras, tienen el vientre brillante de fondo amarillo, y el dorso de color verde oliva, mucho más discreto. En el macho, el abdomen, la frente, el cuello y parte superior es un color azul oscuro metalizado.

## Distribución y hábitat
Es común desde el sur de China a las Filipinas y Malasia, al norte-este de Australia. Es un ave del manglar, que se ha adaptado bien al contacto humano y que no duda en nidificar en la ciudad.

## Reproducción
Por lo general, son monógamos. La reproducción tiene lugar entre abril y agosto en un nido suspendido. La hembra pone dos huevos que incuba sola. Los machos están implicados en la alimentación de los jóvenes.

## Subespecies
Según Alan P. Peterson, existen 21 subespecies :
- Cinnyris jugularis andamanicus (Hume) 1873
- Cinnyris jugularis aurora (Tweeddale) 1878
- Cinnyris jugularis buruensis Hartert 1910
- Cinnyris jugularis clementiae Lesson 1827
- Cinnyris jugularis flammaxillaris (Blyth) 1845
- Cinnyris jugularis flavigastra (Gould) 1843
- Cinnyris jugularis frenatus (Muller,S) 1843
- Cinnyris jugularis idenburgi Rand 1940
- Cinnyris jugularis infrenatus Hartert 1903
- Cinnyris jugularis jugularis (Linnaeus) 1766
- Cinnyris jugularis keiensis Stresemann 1913
- Cinnyris jugularis klossi (Richmond) 1902
- Cinnyris jugularis obscurior Ogilvie-Grant 1894
- Cinnyris jugularis ornatus Lesson 1827
- Cinnyris jugularis plateni (Blasius,W) 1885
- Cinnyris jugularis polyclystus Oberholser 1912
- Cinnyris jugularis proselius Oberholser 1923
- Cinnyris jugularis rhizophorae (Swinhoe) 1869
- Cinnyris jugularis robustirostris (Mees) 1964
- Cinnyris jugularis teysmanni Buttikofer 1893
- Cinnyris jugularis woodi (Mearns) 1909